# Lucio Ceionio Commodo (console 78)
Lucio Ceionio Commodo (in latino Lucius Ceionius Commodus; fl. 78-82) è stato un politico romano.

## Biografia
Proveniente dall'Etruria, diventò senatore sotto il regno di Nerone. Combatté probabilmente nella prima guerra giudaica sotto Vespasiano e diventò propretore in Giudea. Quando Vespasiano diventò imperatore, Commodo ricevette lo status di patrizio. Nel 78 diventò console insieme a Decimo Giunio Novio Prisco e dal 78/79 fu mandato in Siria in qualità di legatus Augusti pro praetore, incarico che mantenne fino all'81/82.
Sposò Appia Severa, figlia del senatore narbonense Sesto Appio Severo, dalla quale ebbe Lucio Ceionio Commodo, console nel 106 e a sua volta padre di Lucio Elio Cesare.